# Migliaro
Pour l’article homonyme, voir Vincenzo Migliaro.

Migliaro (Mjàr en dialecte de Ferrare) est une ancienne commune italienne de la province de Ferrare dans la région Émilie-Romagne en Italie. Le 1er janvier 2014, elle devient frazione, ayant intégré la commune de Fiscaglia à la suite du regroupement des communes de Massa Fiscaglia, Migliarino et Migliaro siège de la nouvelle commune.

## Géographie
Située à une altitude de 1 mètre, au centre du delta du Pô et principalement sur la rive droite du Pô de Volano et à droite du  chenal de liaison avec les marais de Comacchio.

La cité est desservie par :
- route nationale SS495 Portomaggiore-Codigoro et qui mène à Migliarino est la bretelle avec l’autoroute de raccordement Ferrare-Porto Garibaldi
- La cité dispose également d’une gare ferroviaire sur la ligne de la Ferrovia Emilia Romagna qui relie Ferrare à Codigoro.

Distances des villes voisines :
- Ferrare : 31 km (par autoroute)
- Porto Garibaldi : 32 km
- Comacchio : 27 km
- Bologne : 60 km
- Venise : 76 km
- Milan : 231 km

## Histoire
Le nom de Migliaro apparaît pour la première fois sur un document de 1219 faisant référence, par la ville de Ferrare, de la cession perpétuelle à la communauté de Massafiscaglia d’un vaste territoire situé sur la rive droite du Pô de Volano. En 1251, Migliaro est cédé au marquis Azzo VII d'Este. Le 13 novembre 1577, le duc Alphonse II d'Este concède à Migliaro le statut de commune avec pouvoir politico-économique. En 1598, avec la fin de la domination des Este, la commune de Migliaro entre dans l’État pontifical et, comme le reste de la région, subit les phases de paix et d’affrontements franco-autrichiens.
Le 21 juin 1859, la région d’Émilie-Romagne entre dans le royaume de Sardaigne jusqu’à l’avènement de l’Unit& italienne.
Le 5 juin 1963, Migliaro retrouve son entière autonomie.

## Monuments d’intérêt
- l’église de Santa Maria,
- le Palazzo Boccaccini,
- le Palazzo Rosso,
- l’oratoire de San Gaetano (dit "la Giostra"),
- le théâtre Severi

## Fêtes et foires
- Manifestation culturelle du monde agricole le 1er mai, matériel agricole, etc.
- Foire de Sant'Antonio en juin à Migliaro
- Fête du bourg à Borgo Cascina

## Administration
| Période                                  | Période  | Identité       | Étiquette     | Qualité |
| ---------------------------------------- | -------- | -------------- | ------------- | ------- |
| 15/06/2004                               | En cours | Marco Roverati | Liste civique |         |
| Les données manquantes sont à compléter. |          |                |               |         |

### Hameaux
Ex-Distilleria (1 km), Casa Canove (2 km), La Cascina (4 km), Santa Margherita, Zuccherificio Volano (3 km)

### Communes limitrophes
Codigoro (11 km), Jolanda di Savoia (9 km), Massa Fiscaglia (3 km), Migliarino (3 km), Ostellato (7 km), Tresigallo (7 km)

## Population

### Évolution de la population en janvier de chaque année
| 1861 | 1901  | 1921  | 1951  | 1961  | 1971  | 1981  | 1991  | 2001  |
| ---- | ----- | ----- | ----- | ----- | ----- | ----- | ----- | ----- |
| 926  | 1 992 | 2 538 | 4 054 | 3 232 | 2 581 | 2 416 | 2 411 | 2 301 |

| 2011  | - | - | - | - | - | - | - | - |
| ----- | - | - | - | - | - | - | - | - |
| 2 239 | - | - | - | - | - | - | - | - |

## Jumelages
- Tréveneuc (France).